# 직접 프리킥

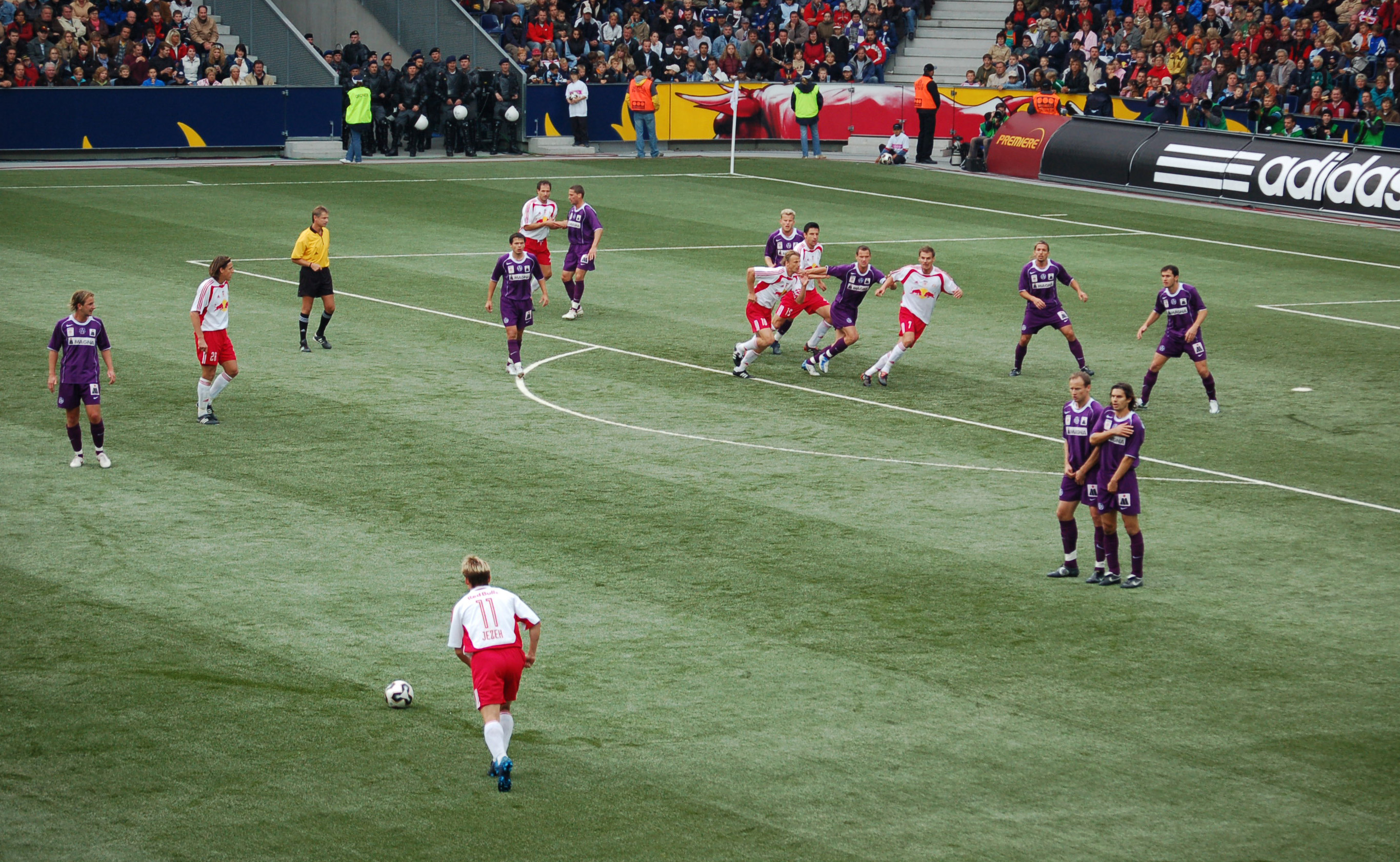

직접 프리킥(直接 free kick)은 축구 경기에서 페널티 에어리어 밖에서 반칙을 한 경우 상대방에게 주어지는 프리킥의 한 종류이다. 보통 반칙이 발생한 장소에서 이루어지며 상대팀 선수는 반경 9.15m(10야드) 밖에 위치해야 한다. 킥을 한 후 키커는 다른 선수가 공을 터치하기 전에 다시 공을 터치해선 안된다. 직접 프리킥은 간접 프리킥과는 달리 키커가 바로 슈팅 하거나 주변 팀 동료에게 패스해도 된다. 이로 인해 골대와 가까운 곳에서 프리킥이 주어질 경우 수비팀에서 수비수 여러명이 9.15m 떨어진 거리에 수비벽을 만든다.
프리킥이 주어졌을 경우 보통 키커가 하는 플레이는 몇 가지가 있다. 먼저 골대와 먼 곳에서 프리킥이 주어질 경우 키커가 가까운 팀 동료에게 패스해서 다른 공격 경로를 찾는 방법이 있다. 그리고 골대와 가까운 경우에는 키커가 직접 슈팅을 한다. 그리고 직접 슈팅하기에는 골대와 비교적 멀지만 외곽쪽에서 프리킥 기회를 얻은 경우에는 골키퍼와 수비수 사이쯤에 떨어지는 크로스를 올려서 헤딩슛을 노리기도 한다.
프리킥 찬스에서 슈팅을 하는 경우 요즈음 많이 사용하는 킥의 방법에는 두가지 정도가 있다. 하나는 회전을 많이 줘서 차는 스핀킥이다. 보통 스핀킥을 할 경우 골키퍼가 막지 못하는 사각지역을 노려 킥을 한다. 다른 하나는 무회전킥이다. 스핀킥과는 반대로 발등으로 강하게 차서 최대한 회전력을 줄인다. 이 경우 불규칙한 공기 소용돌이에 의해 공의 움직임이 상당히 불규칙해져 골키퍼가 공의 방향을 잡기 어렵다.

## 같이 보기
- 축구
- 프리킥 (축구)
- 간접 프리킥
- 축구 경기 규칙